# Somatogyrus excavatus
Somatogyrus excavatus es una especie de molusco gasterópodo de la familia Hydrobiidae en el orden de los Mesogastropoda.

## Distribución geográfica
Es endémica de Estados Unidos.

## Hábitat
Su hábitat natural son: los ríos.